# Muzeum im. Bohdana Nestora Łepkiego w Krakowie
Muzeum im. Bohdana Nestora Łepkiego – dawne krakowskie muzeum eksponujące pamiątki po Bohdanie Nestorze Łepkim oraz zdeponowane po likwidacji przez władze komunistyczne obrazy i ikony z greckokatolickiej cerkwi św. Norberta w Krakowie. 
Kontynuacją działalności muzeum przy ul. Paulińskiej było Muzeum Łemkowszczyzny im. Bazylego Teofila Kuryłło.